# Einfriedungsmauer des Schrote-Exerzierplatzes

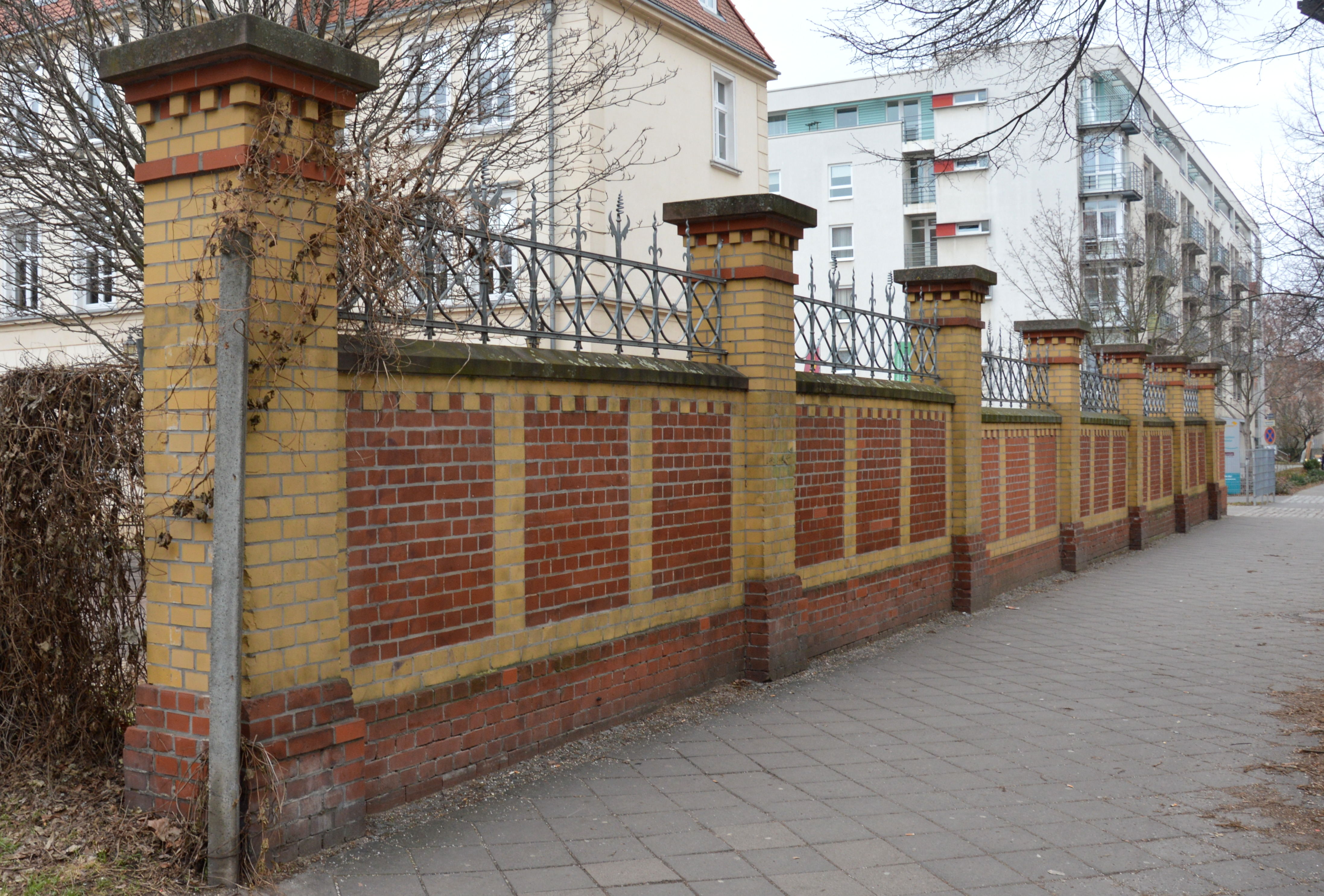
Einfriedungsmauer des Schrote-Exerzierplatzes, 2017

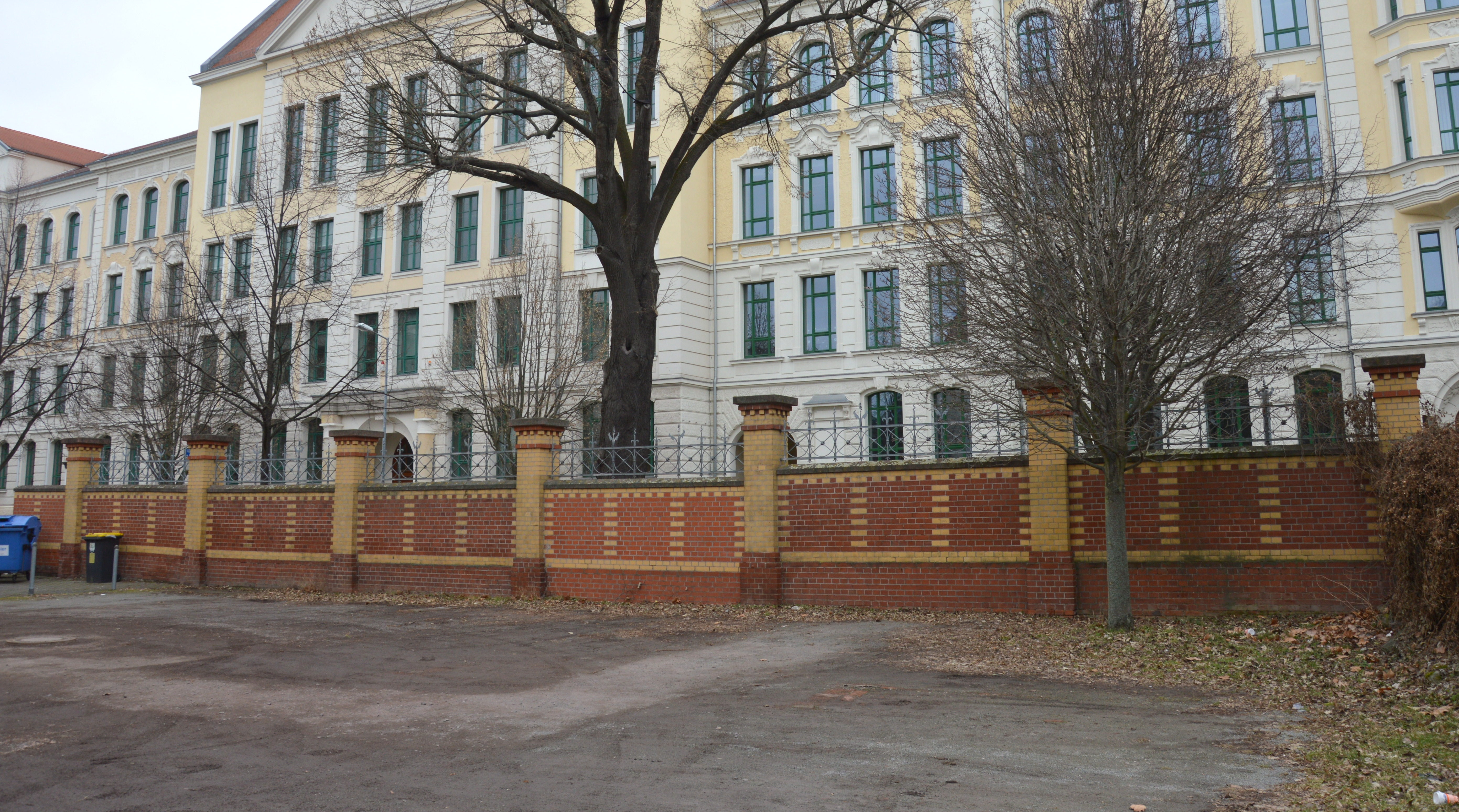
Blick vom Grundstück Am Krökentor 8

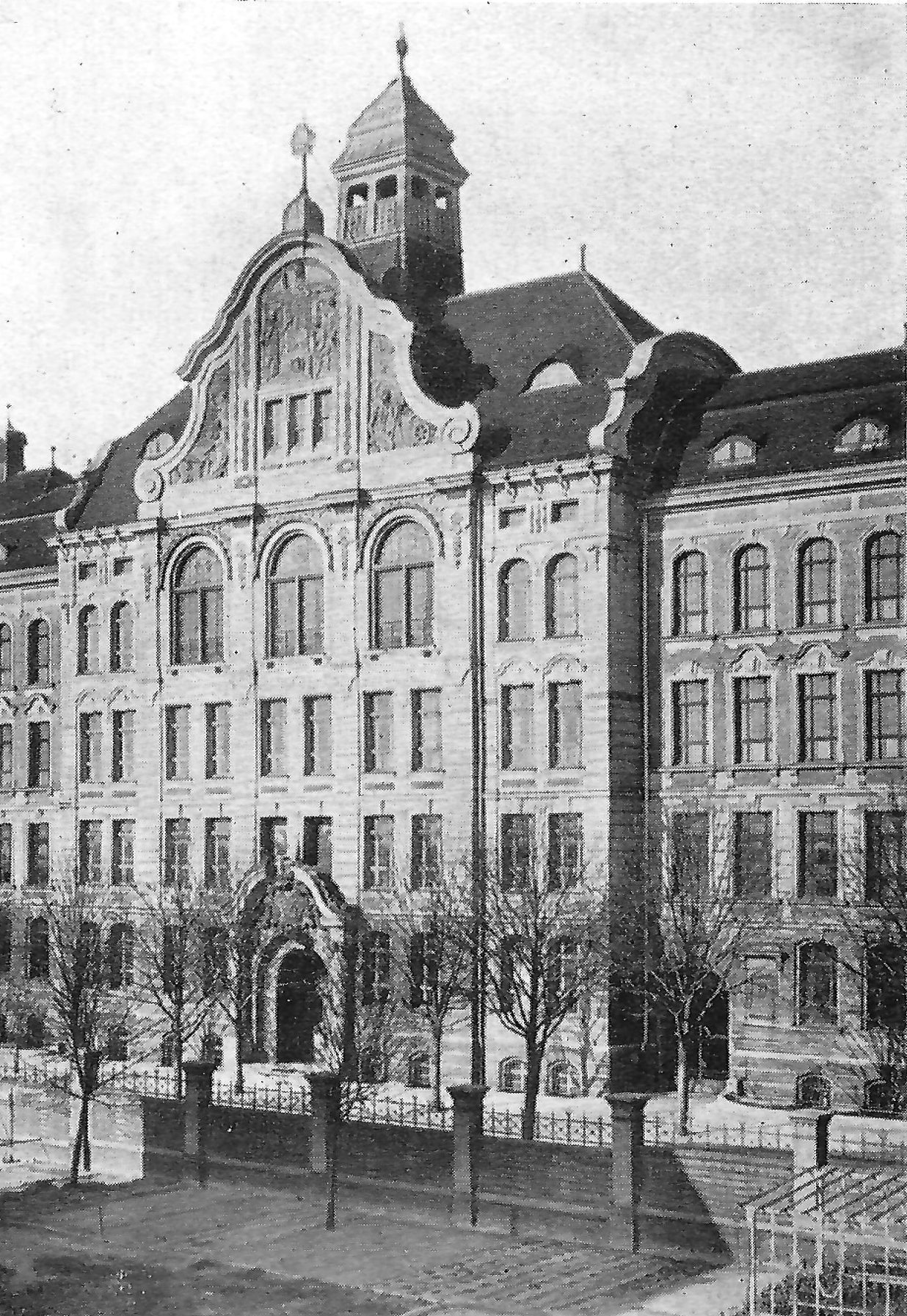
Die Mauer im Vordergrund auf einer Aufnahme aus den 1920er Jahren

Die Einfriedungsmauer des Schrote-Exerzierplatzes ist eine denkmalgeschützte Mauer in Magdeburg in Sachsen-Anhalt.

## Lage
Sie befindet sich auf der südwestlichen Seite der Straße Am Krökentor im nördlichen Teil der Magdeburger Altstadt vor dem Grundstück Am Krökentor 8. Auf der gegenüberliegenden Straßenseite befindet sich das gleichfalls denkmalgeschützte Gebäude der Berufsbildenden Schulen Otto von Guericke.

## Gestaltung und Geschichte
Die aus roten und gelben Ziegeln errichtete Backsteinmauer entstand im Jahr 1913. Sie diente als Einfriedung des Schrote-Exerzierplatzes, der in dieser Zeit angelegt worden war, nachdem die Festungsbauten der Nordfront der Festung Magdeburg abgerissen worden waren und in diesem Gebiet Kasernenbaracken, Wagenhäuser und sonstige militärische Bauten entstanden waren.
Von der ursprünglichen Einfriedungsmauer des Exerzierplatzes ist nur das etwa 30 Meter lange Teilstück vor dem Grundstück Am Krökentor 8 erhalten. Die Mauer ist prägend für das Straßenbild und gehört zum Ensemble des etwas westlich gelegenen neobarocken Rektoratsgebäudes, der ehemaligen Maschinengewehrkaserne und weiterer Bauten der Hochschule.
Die Backsteinmauer wird von sieben aus gelben Ziegeln errichteten Pfeilern gestützt. Die Mauer selbst besteht aus roten Backsteinen, wobei eine Gliederung mit gelben Ziegeln erfolgt. Der Sockel der Mauer ist aus roten Ziegeln gefertigt. Die Pfeiler sind höher als die Mauer und mittels roter Ziegel gegliedert und bekrönt. Zwischen den Pfeilern befinden sich dekorativ gearbeitete schmiedeeiserne Gitter.
Im örtlichen Denkmalverzeichnis ist die Einfriedung unter der Erfassungsnummer 094 75063 als Baudenkmal verzeichnet.